# Мікаса Акерман
Мікаса Акерман (яп. ミカサ・アッカーマン, Мікаса Акка:ман) — один з головних персонажів манґи Attack on Titan Хадзіме Ісаями, а також її аніме-адаптації та інших творів з її мотивів.
Зведена сестра Ерена і найкраща подруга Арміна. Має видатні фізичні здібності. Після вбивства її біологічних батьків викрадачами, вона була врятована Ереном і почала жити з ним та його батьками, Грішею та Карлою Єгерами до падіння стіни Марії. Хоча спочатку Мікаса і хотіла лише мирно жити з Ереном, вона пішла за ним і вступила до 104-го кадетського корпусу, де вона стала найкращою з усіх випускників. Пізніше вона вступила до Розвідкорпусу, щоб стежити за Ереном і захищати його.

## Особистість
За кілька років до приєднання до сім'ї Єгер, Мікаса була життєрадісною, товариською і дуже проникливою дитиною. З ранніх років свого життя вона знала про жорстокість природи, адже якось вона сказала, що хижаки їдять свою здобич. Однак, її життєрадісність дозволила їй відійти від цих думок, і вона продовжувала щасливо жити зі своїми батьками. Цей ідеальний світ був зруйнований групою викрадачів, які вбили її батьків на її очах. Щоб врятувати себе та свого друга, Ерена Єгера, Мікасі довелося відмовитися від своєї минулої особистості та вбити останнього викрадача. Після цих подій Мікаса почала цинічно дивитися на все навколишнє і вважати, що світ жорстокий і вижити в ньому можуть лише сильні люди.
Після смерті батьків Мікаса стала більш емоційно зреченою, але вона все ще любить своїх друзів і піклується про них, особливо про Ерена і Арміна, вважаючи їх своєю сім'єю, яку вона не може дозволити собі втратити. На її особистість сильно вплинув Ерен, який сказав їй, що вона не матиме шансу вижити, якщо вона не боротиметься за своє життя. Ці слова вона запам'ятала назавжди і згадує їх, коли перебуває на порозі смерті. Її потреба захищати Ерена вплинула її становлення як із найсильніших воїнів людства.

## Історія
Мікаса народилася у представника родини Аккерман та азіатки. До їхньої смерті Мікаса жила разом із ними спокійним мирним життям у дерев'яному будинку, що знаходиться глибоко в лісі на території стіни Марія. Одного разу мати Мікаси вирізала їй невеликий шрам у вигляді знака Азії Клана на руці. Будучи останніми представницями даного клану, Мікаса та її мати представляли велику цінність для викрадачів, які згодом убили її батьків і хотіли продати її в рабство дворянам у столиці. На той час їй було лише 9 років. Мікаса була врятована Ереном, який убив двох викрадачів, потім його схопив і спробував задушити третій. Задихаючись, Ерен намагався докричатися до Мікаси, спонукаючи в ній прагнення битви в ім'я перемоги. І хоч спочатку вона і злякалася, але невдовзі вона зрозуміла, що світ жорстокий і убила викрадача, який намагався задушити Ерена ударом ножа у серце зі спини. За мить до того, в ній і пробудилась сила клану Аккерманів. Коли батько Ерена прибув до будинку Мікаси разом із солдатами Військової поліції, Ерен подарував їй свій шарф. Цей випадок пробудив у Мікасі неймовірну витримку та завзятість, які допомогли їй стати чудовим солдатом. Мікаса жила в сім'ї Ерена, в Шіганшіні до атаки на цей район Колосального Титану у 845 році.

## Здібності

#### Пристрій просторового маневрування
Інструктор кадетського корпусу, до якого входила Мікаса, Кіс Шадіс зазначив: "Мікаса Аккерман — зразкове виконання за всіма параметрами. Справжній геній безпрецедентної значущості. Мікаса ідеально управляє ППМ і може убити титана." Такі чудові навички сприяли тому, що Мікасу стали порівнювати з «сотнею елітних бійців» і називати одним із найцінніших воїнів людства. Разом із силою волі, її бойові навички, які не зустрічаються у більшості кадетів, становлять серйозну небезпеку для будь-якого титану. Доказом тому може бути момент, коли Мікаса зіграла найважливішу роль у затриманні Енні Леонхарт у формі титану, яка до цього вбила багато елітних солдатів.

### Громові списи
Через постійну необхідність захищати свого зведеного брата, Ерена від вуличних хуліганів, Мікаса відточила бойові навички рукопашного бою до досконалості у ранньому віці. Вона часто перемагала хлопчиків, які були більшими і сильнішими за неї, через це вона створила собі репутацію небезпечного супротивника серед хуліганів. Також, Мікаса настільки сильна, що може підняти Ерена на руки без будь-яких зусиль, а також Мікаса здатна без труднощів носити екіпірування, що складається, як мінімум, з восьми громових списів. 

### Характеристика
- Навички бою — 10/10
- Ініціативність — 9/10
- Інтелект — 8/10
- Командна робота — 7/10

## Відносини

### Батьки
Мікаса дуже любила своїх батьків. Її мати, будучи останньою представницею клану Азії у стінах, передала секрет вишивки символу її клану своєї дочки, розраховуючи, що та передасть знання про вишивку цього символу своїм дітям. Пан Аккерман був добрим батьком для Мікаси. Вона відчувала від нього підтримку. Вона не соромилася ставити батькам питання про те, чого вона не знала, і повністю довіряла їм. Того дня, коли троє работоргівців убили її батьків прямо в неї на очах, вона втратила будь-яку надію і почала відчувати холод і самотність, поки батько Ерена не вдочерив і не дав притулку її.

### Гріша Єгер
Спочатку Гріша розраховував на те, що Мікаса з Ереном порозуміються і стануть друзями. У результаті Гріша удочерив Мікасу після того, як її батьків убили работоргівці. Він ставився до неї як до своєї рідної дочки і любив її так само сильно, як і Ерена. За це Мікаса у відповідь поважала Грішу і покладалася на нього як справжнього батька.

### Карла Єгер
Карла Єгер — як і її чоловік, дбала про Мікасу і ставилася до неї як до своєї дочки. Вони обидві хвилювалися за Ерена коли той вплутувався в бійки і Карла часто просила Мікасу допомогти йому. Під час падіння стіни Марія, Мікаса разом з Ереном намагалася підняти уламки будинку, що впали на ноги Карли, щоб урятувати її. Незважаючи на прохання тікати, Мікаса відмовилася її залишати, зрештою, вона не змогла дивитися на те, як титан пожирав Карлу.

### Ерен Єгер
Ерен Єгер — Мікаса завжди носить шарф, подарований їй у дитинстві Ереном. Коли він одягнув на неї цей шарф, їй одразу стало тепло і спокійно на душі. З моменту, коли Мікаса стала жити з сім'єю Єгерів після вбивства її батьків, Ерен став для неї головним стимулом до життя, прикладом для наслідування, і коли вона вважала, що він загинув, була готова померти, але в останній момент у неї знову з'явилася воля до життя, адже якщо вона помре, то про Ерена нікому буде пам'ятати. Дізнавшись про те, що Ерен був викрадений Райнером і Бертольдом, Мікаса розлютилася, а потім обернула шарф, подарований їй Ереном навколо обличчя, щоб приховати свій смуток і поклялася йти за ним, куди б він не пішов, адже Ерен — єдина її родина, і вона зробить все можливе, щоб завжди бути з ним поруч. Коли Мікаса дізналася, що через прокляття Імір, Ерену на момент після битви за стіну Марія залишилося жити близько 9 років, вона відмовилася брати це за правду. Потреба Мікаси постійно захищати Ерена дратує останнього. Він вимагає від неї не ставитись до нього як до маленької дитини. Через сильну прихильність до Ерену, багато персонажів, таких як Ян Дітріх, Жан і навіть Леві вголос відзначають їхні стосунки. Подібні заяви змушують Мікасу червоніти від збентеження.

### Армін Арлерт
Дуже близький друг. У дитинстві вона часто допомагала Ерену побити хуліганів, які чіплялися до Арміна. Мікаса визнає видатну здатність Арміна — у критичній ситуації Армін здатний швидко ухвалити єдине правильне рішення. Також Мікаса сильно довіряє Арміну. Вона завжди підтримує його, коли він сумнівається у собі. Впевненість Мікаси та Ерена в Арміні була настільки сильна, що дозволила йому довести приціленим в них і наляканим солдатам гарнізону, що Ерен, який щойно частково перетворився на титана, є дуже корисним для людства. Крім того, коли Армін був на порозі смерті під час битви за Шіганшіну, Мікаса напала на Леві лише тому, що той відмовився вколоти Арміну сироватку титана.

## Цікаві факти
- Особливі здібності Кенні, Леві та Мікаси прокинулися в одну мить — у тілі раптово зародилася небачена сила і знання, що і як треба робити.
- Мікаса зайняла третє місце в Опитуванні Популярності Персонажів.
- У 14 епізоді, коли Леві бив Ерена в суді, у Мікаси немає шарфа.
- Улюблений шарф Мікаси подарував їй Ерен під час першого знайомства.
- Прізвище Мікаси — Аккерман — походить від німецького імені «Ackermann», що означає «монтер, установник»[1].
- День народження Мікаси 10 лютого.
- У сайдарті 11 тома, Мікаса як і кілька інших персонажів була зображена у вигляді титану. Її титан чимось нагадує броньованого, лише з нормальною шкірою, надмірною м'язовою масою на животі, та відсутністю зіниць.
- В AU-стилі «Старша школа» з гайдбука Shingeki no Kyojin зображена у вигляді гота.
- В інтерв'ю Ісаяма розповів, що Мікаса може зняти шарф, якщо буде надто спекотно.
- В аніме в Мікаси червоний шарф, це може бути обґрунтовано тим, що в японському фольклорі існує таке поняття, як червона нитка долі. Вважається, що це зв'язок між однодумцями чи коханими.